# (6269) Kawasaki
(6269) Kawasaki (1990 UJ) – planetoida z pasa głównego asteroid okrążająca Słońce w ciągu 3,71 lat w średniej odległości 2,4 j.a. Odkryta 20 października 1990 roku.